# Blachernitissa
 (août 2014).

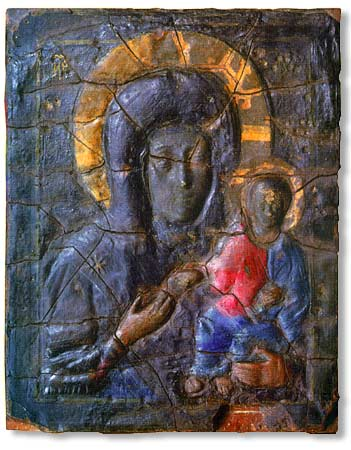
La Blachernitissa icône de la Mère de Dieu Théotokos (46 × 37,5 × 4 cm ; Galerie Tretiakov, Moscou).

La Blachernitissa (grec : Βλαχερνίτισσα), également appelée Notre-Dame des Blachernes (Θεοτόκος των Βλαχερνών, Θεοτόκος η Βλαχερνίτισσα) ou Notre-Dame des Blachernes (Παναγία η Βλαχερνίτισσα), est une icône grecque représentant Marie de Nazareth portant dans ses bras son fils Jésus. 

## Origines
Si l'icône Blachernitissa actuellement exposée à la Galerie Tretiakov de Moscou est bien la Théotokos de l'église des Blachernes à Constantinople, alors c'est l'une des plus anciennes icônes au monde, puisqu'elle remonte au VIIe siècle. Dans le cas contraire, c'est tout de même une vénérable œuvre d'art religieux, car elle peut provenir :
- soit du XIIIe siècle pontique ou balkanique, car elle a des similitudes avec des icônes de saint Georges du XIIIe siècle provenant de Crimée, d'Ohrid et de Kastoria ;
- soit du XVIIe siècle athonite, car selon la tradition, cette icône, perdue lors l'incendie qui a détruit l'église des Blachernes le 29 février 1434, serait réapparue sur le mont Athos dans le milieu du XVIIe siècle (bien plus tard, sa disparition fut associée à la chute de Constantinople en 1453). Cette tradition de la réapparition (en fait, de re-création à l'identique selon les mêmes canons et méthodes, avec les mêmes matériaux) concerne de nombreux objets sacrés de la tradition byzantine.

Conformément à la tradition artistique canonique, l'icône Blachernitissa a été faite de cires colorées, combinées avec les cendres censées provenir de martyrs chrétiens. Elle reproduit un modèle fréquent dans l'iconographie orthodoxe : celui de la Vierge à l'enfant. Mais ce qui est plus rare, c'est qu'elle est en relief. Elle a été considérée comme la protectrice par excellence de Constantinople.
L'église de Sainte-Marie de Blachernes, qui a abrité l'icône d'origine, a été élevée près du palais des Blachernes dans le quartier du même nom à Constantinople.
Elle est aussi honorée sous le nom de Santa Maria della Bruna à Matera en Basilicate (Grande Grèce), fête le 2 juillet.

## Histoire, légendes et incertitudes
L'intercession de la Théotokos, demandée par le biais de vénération et prière devant l'icône, existe depuis le règne de Héraclius, étant mentionnée pendant les guerres contre les Perses et plus tard contre les Arabes. Ses miracles sont commémorés annuellement dans l'Église orthodoxe, le samedi de l'Acathiste le cinquième samedi de Grand Carême. Selon la légende, cette icône aurait sauvé Constantinople des troupes du « Khanat scythe » (la Rus' de Kiev), après que Michel III avait imploré la Théotokos devant elle. On retrouve là, christianisée, une tradition du polythéisme grec antique : la demande d'intervention auprès des dieux en cas de guerre.
Un débat de spécialistes est en cours pour savoir si l'icône actuelle est bien celle de l'Église des Blachernes, que l'on pensait du type Orante, les deux mains levées vers le Ciel en signe de prière, avec l'enfant Jésus au centre. Le nom de Blachernitissa fut donné aux Vierges de type orantes par exemple au « monastère de Saint Moïse l'abyssin à Mar Moussa », sur une pièce d'argent du musée de l'Ermitage, de l'Ashmolean Museum ou encore sur des amulettes. L'icône de l'Athos étant d'un style appelé hodegetria, on peut penser qu'elle puisse être l'original des Blachernaes et peut-être même qu'elle provient de l'église de Sainte-Marie, avant d'être transférée au mont Athos pour des « raisons de sécurité ».

## La Blachernitissa en Russie
C'est en 1653 que l'icône a été envoyée par les moines du mont Athos à Moscou comme don au tsar Alexis le Paisible. La Blachernitissa fut apportée à Moscou au XVIIe siècle par un marchand de Constantinople, Démétrios Kostinaris, arriva à Moscou le 16 octobre 1653, avec un certificat du patriarche Païsios Ier garantissant son authenticité. Le tzar Alexis fit placer cette icône dans l'église principale de Moscou, la Cathédrale de la Dormition, face à la protectrice la Russie, la Théotokos de Vladimir. Cet événement est célébré chaque année dans l'Église orthodoxe russe le 7 juillet.
Le Blachernitissa ne fut jamais aussi vénérée par l'Église orthodoxe russe que la Théotokos de Kazan ou la Portaïtissa, une icône de l'Athos dont copie a été commandée par le patriarche Nikhon. Après la chute de Nikhon et mort d'Alexis, l'icône fut négligée, ne fut pas évacuée du Kremlin pendant l'occupation de Napoléon, et fut mise en péril pendant le Grand incendie de 1812.
Le Blachernitissa Théotokos est resté un objet cher de dévotion personnelle des familles Stroganov, Galitzine, Narychkine et Golovine qui en avaient commandé plusieurs copies vers le milieu du XVIIe siècle. De ces copies, une a été conservée dans une chapelle attenante au Palais de Galitzine dans le village de Vlakhernskoïe près de Moscou (qui tire son nom de l'icône), une autre a été donnée par la famille Naryshkine au Monastère de Vysokopetrovski, et une troisième au monastère Oust-Vlakhernsky près de Dimitrov.
Paul d'Alep, qui accompagne le Patriarche d'Alexandrie à Moscou en 1655 fut impressionné par la Blachernitissa qui lui apparaît comme « si elle avait une forme corporelle ». Elle était alors enveloppée d'une somptueuse chasuble d'or et pierres précieuses, et seules les mains et le visage de la Théotokos étaient visibles.
Le membre du clergé syrien, toutefois, raconte une histoire différente sur la provenance l'icône russe. Il s'agirait d'une veuve de Constantinople qui découvrit la précieuse icône dans sa maison. L'église russe n'eut de cesse d'obtenir cette icône, décrite comme ce que Héraclius avait avec lui dans son combat contre les Perses, se heurtant à plusieurs refus et enfin, le metochion envoya la relique byzantine nouvellement restaurée à Moscou largement payée 800 dinars des coffres du tsar.

## Restaurations et études
Lorsqu'elle fut placée au Kremlin, l'icône était délabrée, en très mauvais état du fait de son ancienneté, les restaurateurs Simon Ouchakov et Nikita Pavlovets furent convoqués pour "réparation" en 1674.
Après la révolution russe de février 1917 et le coup d'état bolchevik d'octobre 1917, l'icône fut enlevée du Kremlin et transportée à l'église de Vozdvizhenka (exultation de la Croix). Lors de la destruction de cette église, l'icône retourna au musée du Kremlin ; elle est actuellement exposée par la galerie Tretiakov.  Nikodim Kondakov n'a pas pu déterminer l'âge de l'icône en raison des restaurations successives, consistant en une quantité de couches de peinture, mais estime « la composition très ancienne ». Aujourd'hui l'hypothèse la plus probable est celle d'une icône pontique du XIIIe, car une inscription grecque d'origine, récemment découverte sous le manteau de peintures et de cire, semble provenir d'un sceau de plomb d'un monastère de Trébizonde, également daté du XIIIe siècle. Si elle est bien pontique, elle a pu être transférée au mont Athos au XVe siècle, lors de la chute de l'empire de Trébizonde.